# 姆巴姆河
姆巴姆河（Mbam）是非洲中西部國家喀麥隆的河流，屬於薩納加河的主要支流，發源自阿達馬瓦高原南部，河道全長425公里，流域面積42,300平方公里。